# Dendrobium pulvilliferum
Dendrobium pulvilliferum är en orkidéart som beskrevs av Rudolf Schlechter. Dendrobium pulvilliferum ingår i släktet Dendrobium, och familjen orkidéer. Inga underarter finns listade i Catalogue of Life.